# Diemientjewo (rejon czerepowiecki)
Diemientjewo (ros. Дементьево) – wieś w Rosji, w obwodzie wołogodzkim, w rejonie czerepowieckim. W 2010 liczyła 7 mieszkańców.